# Rachel Jackson
Rachel Donelson Robards Jackson (n. 15 iunie 1767 — 22 decembrie 1828) a fost soția celui de-al 7-lea președinte al Statelor Unite ale Americii, Andrew Jackson. 
Născuta în Halifax County (în prezent), Virginia, Rachel a fost fiica colonelului John Denelson, inspector și membru al Casei Burgheziei. Ea s-a mutat cu familia în Tennessee, iar apoi în Kentucky. S-a căsătorit cu Andrew Jackson în august 1791 în Natchez, Mississippi. Mariajul a durat timp de 24 de ani. Andrew Jackson a fost devotat soției sale, chiar ucigând un oponent L a luptat pentru onoare ei, si chiar ucigind un oponent, Charles Dickinson.